# Colin Tarrant
Colin Tarrant (* 14. Juni 1952 in Shirebrook, Derbyshire; † 26. Januar 2012 in Bristol) war ein britischer Schauspieler.

## Leben

### Ausbildung und Theater
Tarrant wurde in den East Midlands geboren. Er wuchs in Shirebrook auf; dort besuchte er die Shirebrook Grammar School. Er wirkte in Theateraufführungen der Schule mit und war Präsident des Debattierclubs. Tarrant studierte Englisch und Schauspiel (Drama) an der University of Exeter. Sein Lehrerdiplom erwarb er am Clifton College der University of Nottingham. Er arbeitete zunächst kurz als Lehrer, entschied sich dann jedoch für die Schauspielerei.
Tarrant begann seine Bühnenlaufbahn am Northcott Theatre in Exeter. Danach spielte er von 1975 bis 1977 bei der Medium Fair Community Theatre Company in Exeter, einer Theatergruppe, die aus der Schauspielabteilung der Universität Exeter hervorgegangen war. Nach seinem Weggang von Medium Fair war er Mitglied von Peter Cheesemans Theaterensemble am Victoria Theatre in Stoke-on-Trent. Unter Cheesemans Regie spielte er unter anderem in den Shakespeare-Stücken König Lear (als Edmund) und Der Sturm; er übernahm am Victoria Theatre auch die Rolle des Captain Jack Absolute in der Komödie The Rivals von Richard Brinsley Sheridan. Er trat bei verschiedenen Theater-Compagnien, wie Foco Novo und Shared Experience, und am Leicester Phoenix Arts Centre auf. Von 1980 bis 1982 spielte er bei der Royal Shakespeare Company in Stratford-upon-Avon und in London unter der Regie von Ronald Eyre und Trevor Nunn.
Auch im weiteren Verlauf seiner Karriere spielte Tarrant immer wieder Theater; in den letzten Jahren trat Tarrant hauptsächlich als Bühnenschauspieler hervor. 2005 spielte er am Nottingham Playhouse in Nottingham in dem Theaterstück Old Big 'Ead in the Spirit of Man von Stephen Lowe. Tarrant verkörperte den legendären britischen Fußballspieler und Trainer Brian Clough. Für seine Darstellung erhielt er sehr gute Kritiken.  Mit dieser Produktion ging Tarrant 2006 auch auf eine landesweite Tournee durch Großbritannien. 2006 folgte eine weitere Bühnenrolle am Nottingham Playhouse; Tarrant spielte den Landstreicher Davies in dem Pinter-Stück Der Hausmeister. Kritiker sprachen von einer „brillanten“ Darstellung. 2008/2009 verkörperte er die Rolle des „Old Gentleman“ in Mike Kennys Bühnenfassung des Kinderbuchs Die Eisenbahnkinder, in einer Produktion des York Theatre Royal im National Railway Museum in York. Im April 2009 spielte er am New Vic Theatre in Basford die Rolle des Hoteliers Whitchell in dem Theaterstück Honeymoon Suite von Richard Bean; seine Partnerin war Stephanie Turner als Labour-Politikerin und Baroness. 2010/2011 spielte er bei einer landesweiten Tournee die tragische Rolle des John Clarke in dem Theaterstück Calendar Girls.

### Film und Fernsehen
Tarrant war seit Ende der 1960er Jahre auch regelmäßig für das Fernsehen tätig. Sein Fernsehdebüt gab er mit einer kleinen Rolle als Arbeiter in dem Fernsehfilm Elphida (1987). Seine erste Hauptrolle im Fernsehen hatte er, an der Seite von Imogen Stubbs, in der dreiteiligen BBC-Verfilmung des Romans Der Regenbogen von D. H. Lawrence; er spielte die Rolle des jungen Cousins Will Brangwen.
Von 1990 bis 2002 spielte Tarrant die Rolle des Polizeibeamten Inspector Andrew Monroe in der britischen Fernsehserie The Bill. Dies war Tarrants bekannteste Rolle als Schauspieler. Tarrants Rollenfigur Andrew Monroe, ein früherer Grubenarbeiter, stellte den Typus des autoritären, aber gleichermaßen von Vorgesetzten und Untergebenen respektierten Polizeibeamten dar, der seine Vorschriften genau kennt und in höflicher, aber bestimmter Art seine Kollegen auf deren Einhaltung hinweist.
Tarrant hatte nach seinem Ausstieg von Episodenrollen und Gastrollen in den Fernsehserien Holby City (2004), Heartbeat (2007), Doctors (2007; 2009), Inspector Barnaby (2011; als Barmann Eric in der Folge The Sleeper Under the Hill) und als Ted Williamson in einer Folge der Fernsehserie Casualty, die von BBC 1 am 11. Dezember 2010 ausgestrahlt wurde.
2008 hatte er neben Robert Carlyle eine kleine Rolle als Mr. Biggs in dem Filmdrama Summer; er spielte den Vater der Filmfigur und Rechtsanwältin Rachel.

## Privates
Tarrant heiratete 1971 seine Ehefrau Valerie Hays; die Ehe wurde später wieder geschieden. Tarrant war Vater von zwei Söhnen. Sein Sohn Juma Kwasi Woodhouse (* 1988) stammt aus der Beziehung mit seiner früheren, langjährigen Lebensgefährtin Patricia Woodhouse; ein weiterer Sohn, Louis Morris-Tarrant (* 2011) stammt aus der Beziehung mit seiner aktuellen Lebensgefährtin Sabrina Morris.
Tarrant litt, unter anderem aufgrund von finanziellen Problem, an Depressionen. Er starb am 26. Januar 2012 im Krankenhaus, dem Bristol Royal Infirmary, an den Folgen von Stichwunden am Hals und im Brustbereich, die er sich am Tag zuvor in seiner Wohnung in Bristol selbst zugefügt hatte.
Eine Anhörung vor dem Flax Bourton Coroner’s Court im April 2012 ergab, dass es sich bei Tarrants Tod um einen Suizid handelte.

## Filmografie (Auswahl)
- 1987: Elphida (Fernsehfilm)
- 1988: The Rainbow (Fernseh-Dreiteiler)
- 1990–2002: The Bill (Fernsehserie)
- 2004: Holby City (Fernsehserie)
- 2007: Heartbeat (Fernsehserie)
- 2007; 2009: Doctors (Fernsehserie)
- 2008: Summer (Kinofilm)
- 2010: Casualty (Fernsehserie)
- 2011: Inspector Barnaby (Midsomer Murders; Folge: The Sleeper Under the Hill)